# Lixophaga mediocris
Lixophaga mediocris là một loài ruồi trong họ Tachinidae.